# 曰字樓女館
曰字樓女館（英語：Diocesan Native Female Training School，直译：「教區本地女子訓練學校」，1866年改爲），又名女仔館、女書館，是香港開埠初期一所隸屬於英國遠東女子教育協會（Society for Promotion of Female Education in the East）的華裔女子職業訓練學校，於1860年由聖公會會督施美夫夫人創立，位於在西營盤般咸道和東邊街交界（今般咸道官立小學），至1868年停辦。
於1869年，原址另建新校Diocesan Home and Orphanage，非官方中文校名——曰字樓孤子院、曰字樓男女館，是為香港歐亞混血兒族群提供教育的寄宿學校及孤兒院。
Diocesan Native Female Training School和Diocesan Home and Orphanage分別是拔萃男書院，協恩中學和拔萃女書院這三所香港聖公會學校的歷史淵源。

## 非官方中文校名源由
英文是香港開埠初期，1860年代英屬香港唯一的法定語文，直至1970年代香港爭取中文成為法定語文運動後，中文才成為另一法定語文，而兩所學校歷史檔案紀錄亦以英文為主，因此中文校名在早期文獻中罕見記載。
Diocesan Native Female Training School的非官方中文校名可見於1860年代"Hong Kong Directory"(譯名《香港索引》)稱該校為女仔館、女書館。
唯港英政府於1878年刊登的"Hong Kong Government Gazette"﹙譯名《轅門報》，現稱《香港政府憲報》）稱Diocesan Home and Orphanage為曰字樓孤子院，1879年"Hong Kong Government Gazette"又稱之為曰字樓男女館。名為曰字樓，蓋因般咸道校舍呈「曰」字形，「曰」為「子曰」之「曰」，而非「日月」之「日」。

## 校史沿革
1860年，曰字樓女館由聖公會維多利亞教區會督及聖保羅書院首任校長施美夫夫人（Lady L. Smith）與英國遠東女子教育協會（Society for Promotion of Female Education in the East）在香港建立，由羅便臣總督夫人（Lady Robinson）擔任贊助人。根據法規，創校宗旨在「為本地女性提供基督教育」。學生的未來規劃方面，校方希望將之訓練為英文教師與傳教士，日後則可選擇與聖保羅書院(同位於般咸道)的畢業生成婚。當時香港的聖公會學校以聖保羅書院最具規模，但皈依基督教的華籍男生畢業後往往面臨與同族「異教」女性婚配的問題。曰字樓女館的設置，正是希望紓解這個窘況。
校董會本擬聘請英國的白思德女士為校長。然白思德抵港後，發現該校宗旨與自己的認知有落差，因此並未赴任，自行開辦了三所學校（Baxter Vernacular Schools）。1862年，伊頓女士（M.A.W. Eaton）被聘為曰字樓女館校長。
前此的1860年，校董會先於雅彬彌臺（Albany，原址在今香港動植物公園）租借校舍，同時於般咸道購入一塊稻田，建起一座水泥校舍，於1863年7月開幕。教學、寄宿及校內一切活動都在這座校舍進行。
儘管伊頓女士等恪盡己職，但當時的華人社區普遍並不希望讓女子接受任何西式教育。有貧困家長因女兒就學後略通英文，遂將女兒以較高價錢出售。此外，視學官歐德理博士致輔政司史釗活（Frederick Stewart）函云：「1865年，當發現幾乎每個在那裡學過英文的女學生離校後都成為涉外婚婦（kept mistress of foreigners），這所學校只好被迫暫停。」
1864年12月初，伊頓在晚禱後返校途中，遭到華籍暴徒的襲擊。當時報章評論指出，這種行動也反映出華人社區對該校的反感情緒。伊頓遇襲脫險後，請求即時休假，又自行解散學校。校董會對此舉頗為不滿。
伊頓不久辭職，學校於1865年重開，由蘭德爾女士（Ms. Rendle）接任校長。1866年，學校英文名稱改為「Diocesan Female Training and Industrial School」，收生不再限定為華人女童，然華人女童不得如前接受英文教育。1867年11月，該校財政情況急轉直下，校董會去信第二任會督柯爾福求援，卻未解燃眉之急。
1868年，蘭德爾去職，由白思德諸校的岳士列女士（M.J. Oxlad）兼任校長。不久，會督直接掌管該校，決定在原址成立新校，曰字樓女館就此結束辦學。
由於曰字樓女館的教學實踐不符理想，以致當時無論在西方或華人社區皆認為︰華人女性學習英文會導致嚴重後果。其後三十年間，包括白思德、菲莉女校在內的香港聖公會女校幾乎完全不提供英文教育。這種情況直到拔萃女書室在1899年成立後才有所轉變。

## 歷任校長
| 任次 | 校長       | 英文姓名         | 任期       | 備註                 |
| ---- | ---------- | ---------------- | ---------- | -------------------- |
| 1.   | 韋以信女士 | Ms. Wilson       | 1860－1862 |                      |
| 2.   | 伊頓女士   | Ms. M.A.W. Eaton | 1862－1865 | 其後與歐德理博士成婚 |
| 3.   | 蘭德爾女士 | Ms. Rendle       | 1865－1866 |                      |
| 4.   | 岳士列女士 | Ms. M.J. Oxlad   | 1867－1868 | 以白思德諸校校長兼任 |

## 餘緒
曰字樓女館於1868年結束辦學次年，1869年，曰字樓孤子院（英語：Diocesan Home and Orphanage）在柯爾福主教 (Rev. Charles Richard Alford) 的協助下成立，仍以「曰字樓女館」的原址作校舍。新校轉型為招收英裔、華裔、香港歐亞混血兒、其他國籍的適齡兒童，男女兼收。除了提供基本的衣食住宿，學校更著重向兒童灌輸基督新教教義，引導他們建立誠信和勤儉生活的觀念。
1869年7月，任職「香港英軍學校」（Garrison School）的雅瑟（W.M.B. Arthur）代理院長，夫人汪瑪麗女士 (Mary Annie Vaughan) 則代理女舍監（Matron）。一年後，雅瑟夫婦分別成為正式校長與女舍監。
雅瑟在任期間，「曰字樓孤子院」的學生人數雖無顯著上升，但社會各界的捐款則逐漸常規化，學校因而得以持續經營。1878 年，「曰字樓孤子院」被香港教育司署劃入津貼學校 (School of Grant-in Aid Scheme)。同年，因夫人健康欠佳，雅瑟毅然辭去校長一職，轉任「中央書院」副校長。
1878年，雅瑟夫婦辭職後，當時第三任會督包爾騰於校董會上建議邀請遠東女子教育協會重新執掌校政，獲得通過。不久，未能出席會議的校董耆紫薇（W.W. Keswick）返港，極力反對這個決定，會督於是收回成命。校董會更議決，曰字樓孤子院將漸變成一所男校，不復招收女生。

## 與香港聖公會學校的歷史淵源

### 拔萃男書院
1878年，中央書院助理校長俾士(George Piercy, Jr. 1856-1941)轉任孤子院長。
19世紀後期，香港華人稱呼各校校名，往往以校長姓名代稱。
俾士校長一直著重學生的學業成績，學生先後在劍橋及牛津本地升學試 (Cambridge and Oxford Local Examinations) 中取得優秀的成績，令「曰字樓孤子院」聲名大噪，民間往往將俾士視作「曰字樓孤子院」的標誌，稱之為「俾士書館」、「俾士書院」。
不過，這些名稱皆不雅馴，1882年，學校以俾士校長英文姓氏PIERCY的吳語音譯易名為「拔萃書室」，是為「拔萃」用作中文校名之始，其後輾轉於1902年改名為拔萃男書室(以示區別於1900年成立之拔萃女書室)、拔萃男書院(遷往九龍後易名)。
由於曰字樓女館的創辦單位、教育理念、人事編制及學生背景與後來的拔萃男書院頗為不同，故拔萃男書院僅視其為先驅，仍將創校年份定於1869年，以該年之後為「第二建校期」（Second Foundation），而稱1860至1868年為「第一建校期」（First Foundation）。
然而，俾士就任於1878年，前此的雅瑟時代乃至「第一建校期」絕不可能有「拔萃」之名。今人或將「第一建校期」的英文名稱 "Diocesan Native Female Training School" 翻譯成「拔萃本地女子訓練學校」，當可斟酌。

### 協恩中學
1891年，曰字樓孤子院轉型為男校，該校女生十餘人全數轉往莊思端女士（莊曾在香港就學，受教於白思德及岳士列）主持，於1886年創立的飛利女校（Fairlea Girls' School），即今協恩中學的前身之一。
飛利本來只有中文部，至1891年另設英文部以安置曰字樓轉學女生。1900年拔萃女書室成立，飛利裁撤英文部，將部內二十四名混血女生轉入女拔萃，這批女生成為女拔萃創校學生之基本班底。

### 拔萃女書院
1899年，在莊思端在內的教育工作者大力推動下，同為聖公會創辦的拔萃女書室(Diocesan Girls' School and Orphanage)在拔萃書室附近的玫瑰行（Rose Villas）成立（主要創辦者為霍約瑟會督），初期由「拔萃書室」校長俾士兼任校長，不久聘任史及敦女士（E. Skipton）為校長。
因與曰字樓女館皆以女性教育為宗旨，故以其繼承者自居，將創校年份回溯至1860年。女拔萃自1906至1949年間，有一項名為Founder's Day的重要紀念活動。1906年9月18日，女拔萃的主要創辦者霍約瑟會督與四位聖保羅書院學生乘船前往屯門佈道，不幸遭遇颱風。霍督與四位學生全部罹難，史稱「丙午風災」。噩耗傳來，女拔萃校長史及敦將此日定為Founder's Day，每年加以紀念。甚至1921年退休返英後，史及敦每年仍會捐一筆款項，用於舉辦紀念活動，直到1941年為止。香港重光後，女拔萃繼續舉辦，直至1949年。根據女拔萃校刊中的校曆，1950年9月18日不再稱為Founder's Day，而是在該日慶祝「九十週年校慶」。此時的女拔萃已不僅以曰字樓女館後裔自居，更視曰字樓女館為校史之一部份。然而隨著Founder's Day的消失，霍約瑟會督的創校功績從此也埋沒不彰。
早在1940年代後期，擔任女拔萃校董、熟悉香港教育史且善於籌募經費的施玉麒牧師（Rev. G. Zimmern）即向當時的女拔萃校長夏露（A. W. Hurrell）提及，將創校年份從1900年上溯至1860年，並在1950年慶祝九十週年校慶。夏露完全遵從了這個建議。1955年，施玉麒接任男拔萃校長後，進一步向香港聖公會何明華會督（Bishop R.O. Hall）提出︰兩所拔萃可以一齊在1960年舉行創校百週年慶典。這個建議也得到了當時的女拔萃校長西門士夫人（Dr. C.J. Symons）的贊同。因此在1950年代後期，男拔萃將校曆封面的創校年份由1869年改至1860年。
到1959年，西門士夫人又從學生性別的角度出發，認為1860年只適用於女校，而不適用於男校。如此舉措及觀點遭到施玉麒的質疑，兩人產生激烈爭辯。經何明華會督斡旋後，拔萃女書院仍照舊在1960年舉行百年慶典，而男拔萃不得不用回1869年的創校年份。當日的即時影響，是男拔萃既不能按照施玉麒原計劃那般在1960年慶祝一百週年，也來不及依原有的1869年創校年份在1959年慶祝九十週年。
縱然如此，在拔萃女書院日後的集體記憶中，極少涉及韋以信、伊頓、蘭德爾及岳士列諸人，未曾接掌曰字樓女館、且去世於1865年的白思德女士，卻往往被敘述為1860至1890年代的唯一校長。